# Toussaint Louverture

Toussaint Louverture

Pierre-Dominique Toussaint Louverture (n. 20 mai 1743, Cap-Haïtien, Saint-Domingue⁠(d) – d. 7 aprilie 1803, La Cluse-et-Mijoux⁠(d), Franche-Comté⁠(d), Franța) a fost conducătorul revoluției din 1783 din Haiti (denumire indiană - Țara muntoasă), în urma căreia a devenit guvernator al Saint-Domingue (numele purtat în acea vreme de Haïti).
La începutul secolului al XIX-lea exploatarea popoarelor din America Latina in conditiile crizei sistemului colonial, stagnarea dezvoltarii economice, sclavia , lipsa drepturilor politice au generat un puternic val de miscare de eliberare nationala. În anii 1791-1803 a avut loc răscoala sclavilor negri de pe insula Haiti, condusă de un fost sclav, generalul Toussaint L'Ouverture. El s-a declarat descendent al unui conducător african, a organizat o armată bine disciplinată și, sub lozinca „Libertate pentru toți!”, i-a izgonit colonizatorii spanioli. Toussaint s-a proclamat „Bonaparte al ținutului Saint-Dominigue”. În 1795, el a ajuns la o înțelegere cu francezii care i-au acordat controlul asupra unei mari părți a insulei. După moartea lui, camaradul său de arme, Jean-Jacques Dessalines, i-a alungat pe francezi și a proclamat independența statului Haiti în 1804. 